# Madhav Das Nalapat
Madhav Das Nalapat (també M.D. Nalapat) és un acadèmic i columnista de l'Índia. És fill de K. Madhava Das i de la conegula escriptora anglesa Kamala Das. Nalapat és el més petit de tres germans i casat amb la princesa Lakshmi Bayi de la casa reial de Travancore. Va estudiar economia a la universitat de Mumbai. És el director de l'editorial The Sunday Guardian and Itv network (India), vicepresident de grup de recerca avançada de la Universitat de Manipal i director del departament de geopolítica de la mateixa universitat. Ha estat editor coordinador del periòdic Times of India i editor del diari Mathrubhumi. Nalapat escriu assíduament sobre seguretat i afers de política internacional en el Sunday Guardian i en moltes altres publicacions com el Pakistan Observer.